# مانويل ميركوري
مانويل ميركوري (بالإنجليزية: Manuel Mercuri)، المعروف على الإنترنت باسم ميركوري88، هو صانع محتوى رقمي، يوتيوبر، ونجم تيك توك إيطالي شهير. وُلد في 31 مايو 1988 في إيطاليا. اشتهر بمقاطع الفيديو الكوميدية التي تقدم مواقف يومية بأسلوب فكاهي، ما جعله يحقق شهرة عالمية.

## الحياة المبكرة
وُلد مانويل في إيطاليا في 31 مايو 1988. بدأ اهتمامه بالتكنولوجيا ووسائل التواصل الاجتماعي في وقت مبكر، مما ساعده في بناء حضور قوي على الإنترنت.

## المسيرة المهنية
بدأ مانويل ميركوري مسيرته على تيك توك في مايو 2020، حيث نشر مقاطع كوميدية تتعلق بحياته اليومية، خاصة مع أفراد عائلته. حقق نجاحًا سريعًا، وتجاوز عدد متابعيه الـ 24 مليون متابع على حسابه "ميركوري88".
بالإضافة إلى تيك توك، يُشارك مانويل محتوى على يوتيوب وإنستغرام، حيث يتفاعل مع متابعيه من خلال فيديوهات فكاهية وتحديات.

## الحياة الشخصية
مانويل ميركوري يفضل الحفاظ على خصوصية حياته الشخصية، لكنه يشارك مع متابعيه لحظات من حياته اليومية، مثل مواقف مع شقيقه الذي يظهر في بعض مقاطع الفيديو.

## الجوائز والتكريمات
نظرًا لشعبيته الكبيرة، يُعتبر مانويل من المؤثرين البارزين في مجال الكوميديا على وسائل التواصل الاجتماعي في إيطاليا وحول العالم.